# コルドバ山脈

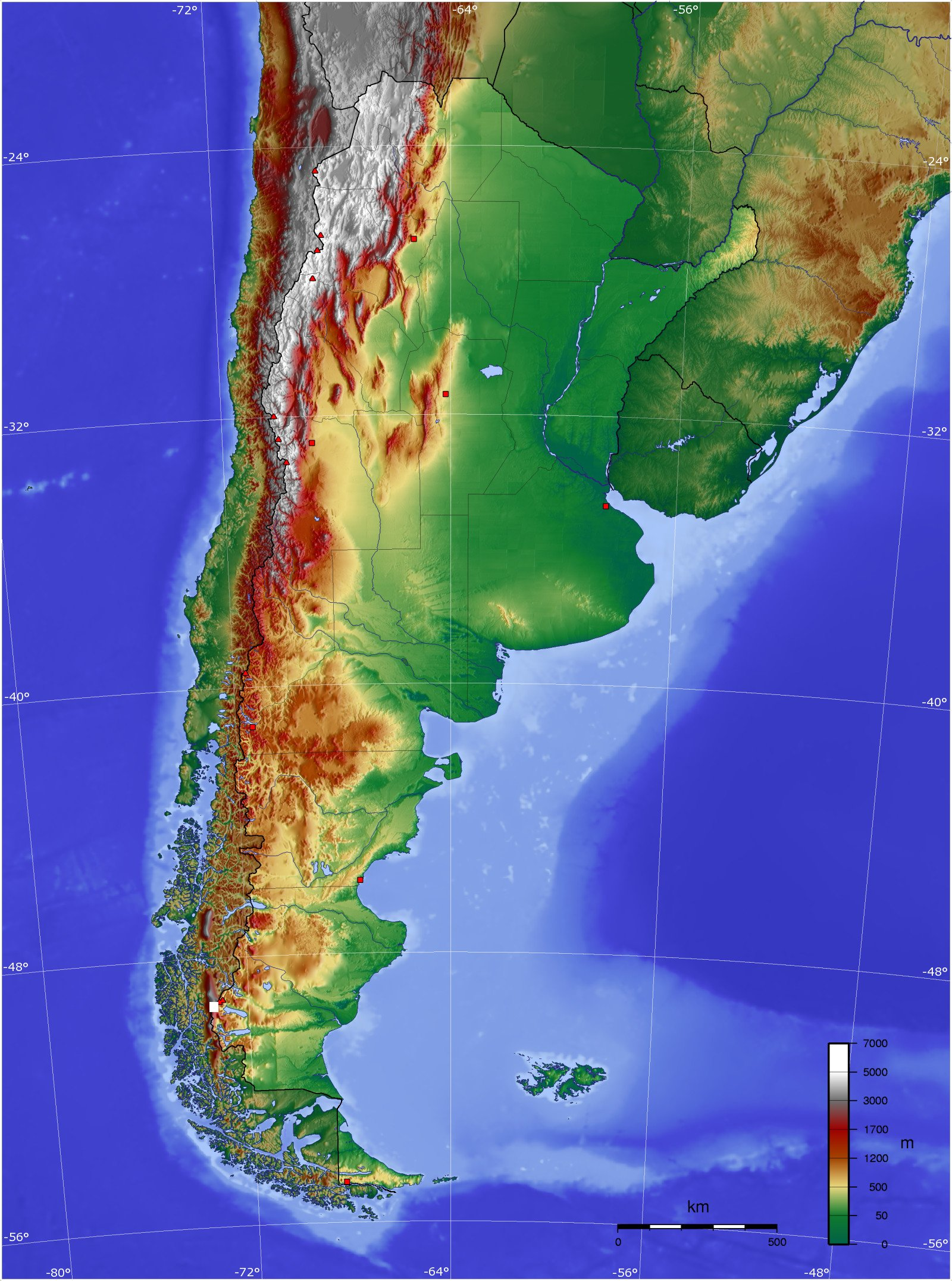
アルゼンチン中央部、アンデス山脈東側に独立しているのがコルドバ山脈

コルドバ山脈(Sierras de Córdoba)は、アルゼンチン中央部にある山脈である。東側と南側にはパンパ、北側にはグラン・チャコ、西側にはアンデス山脈の山麓がある。南西部の一部がサン・ルイス州に含まれるほかは、全域がコルドバ州に位置している。南北に長く、

## 気候
コルドバ山脈でも標高が低い地域は温暖な気候であり、ケッペンの気候区分では温帯夏雨気候のCwaに区分される。夏季は湿度が高くて暑く、頻繁に雷雨があり、冬季は乾燥して穏やかな気候である。コルドバの年平均降水量は約715mmだが、降水量は地域によって大きく変化する。山脈の東側では年平均降水量が1,200mmに達することもあるが、山脈の西側では400mmに満たない。標高の低い地域の最高気温は高く、夏季には33°C、冬季には16°Cになるが、標高2,000mでは約14°Cと涼しく、露出が非常に強い。しかし、冬季はとても乾燥するため、標高の高い地域であっても降雪はたいへん少なく、更新世からの氷河や周氷河が存在する証拠はない。

## 住民
この地域の人口のほとんどはコルドバ市に住んでいる。コルドバ州の人口の約半分はコルドバ市に住み、残りの人口のほとんども山脈の東側に住んでいる。この地域には耕地が不足しており、少数の住民は山それ自体に住んでいる。山での重要な産業は放牧業や観光業である。

## 観光
コルドバ山脈はアルゼンチンでもっとも重要な休暇の中心地のひとつである。山々の涼しい気候により、裕福なコルドバ市民向けの夏季のリゾート開発が促進され、アルタ・グラシアやヘスス・マリアなどの観光地が開発された。年間300万人の観光客が山脈を訪れており、もっとも重要な観光地はビジャ・カルロス・パス、コスキン、ラ・ファルダ、アルタ・グラシア、ビジャ・ヘネラル・ベルグラーノなどである。

## ギャラリー

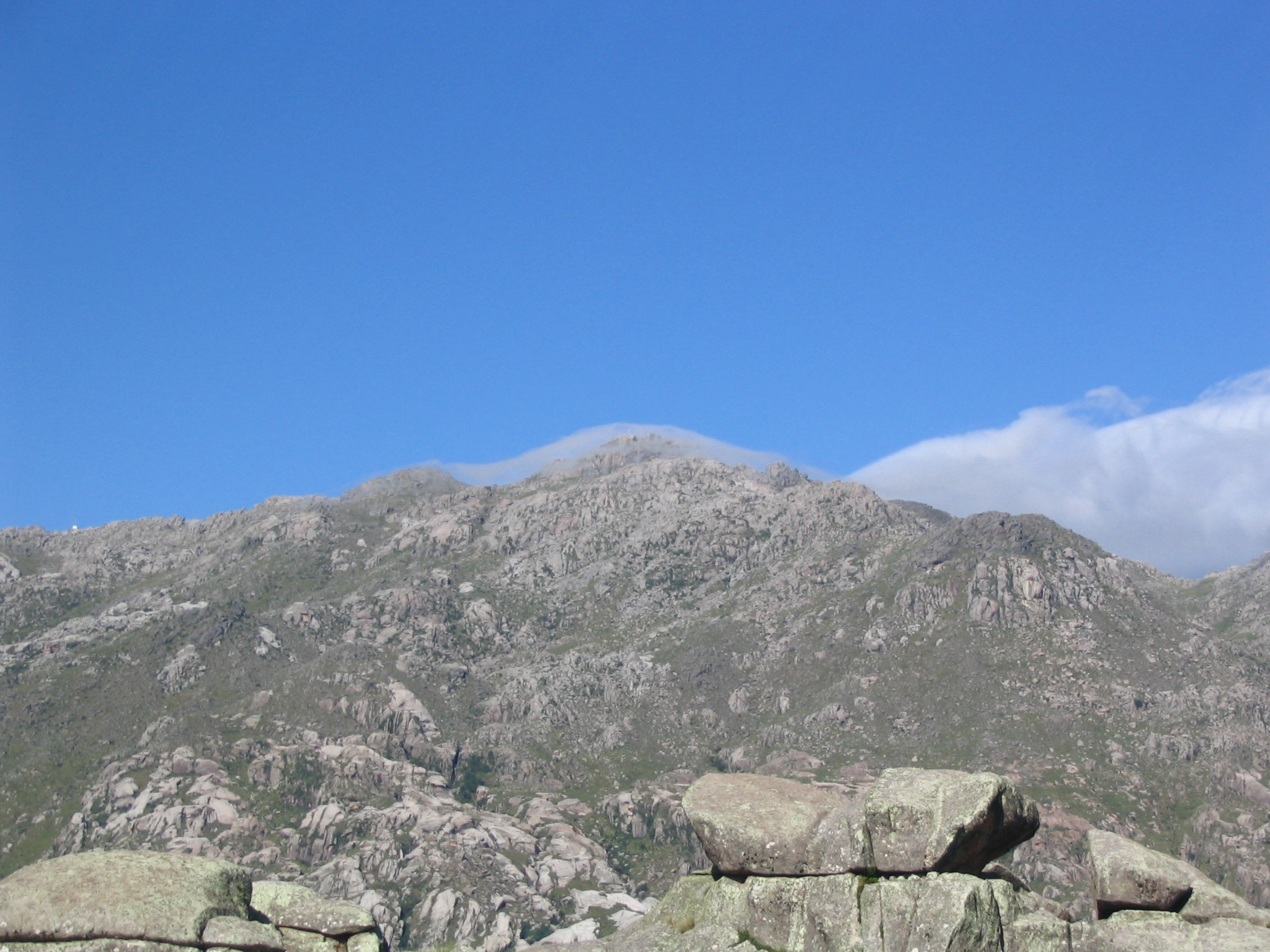
最高峰のチャンパキ山
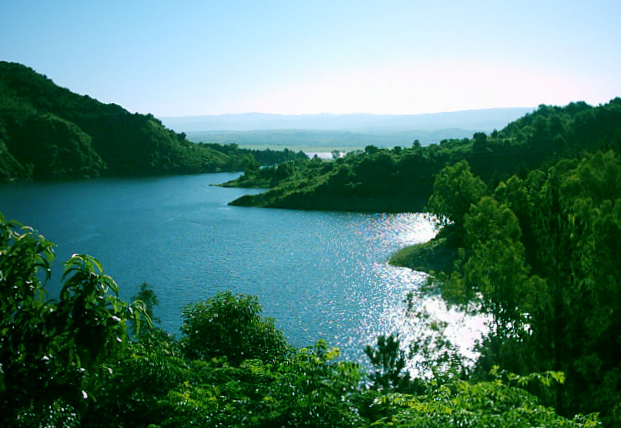
ロス・モリーノス湖
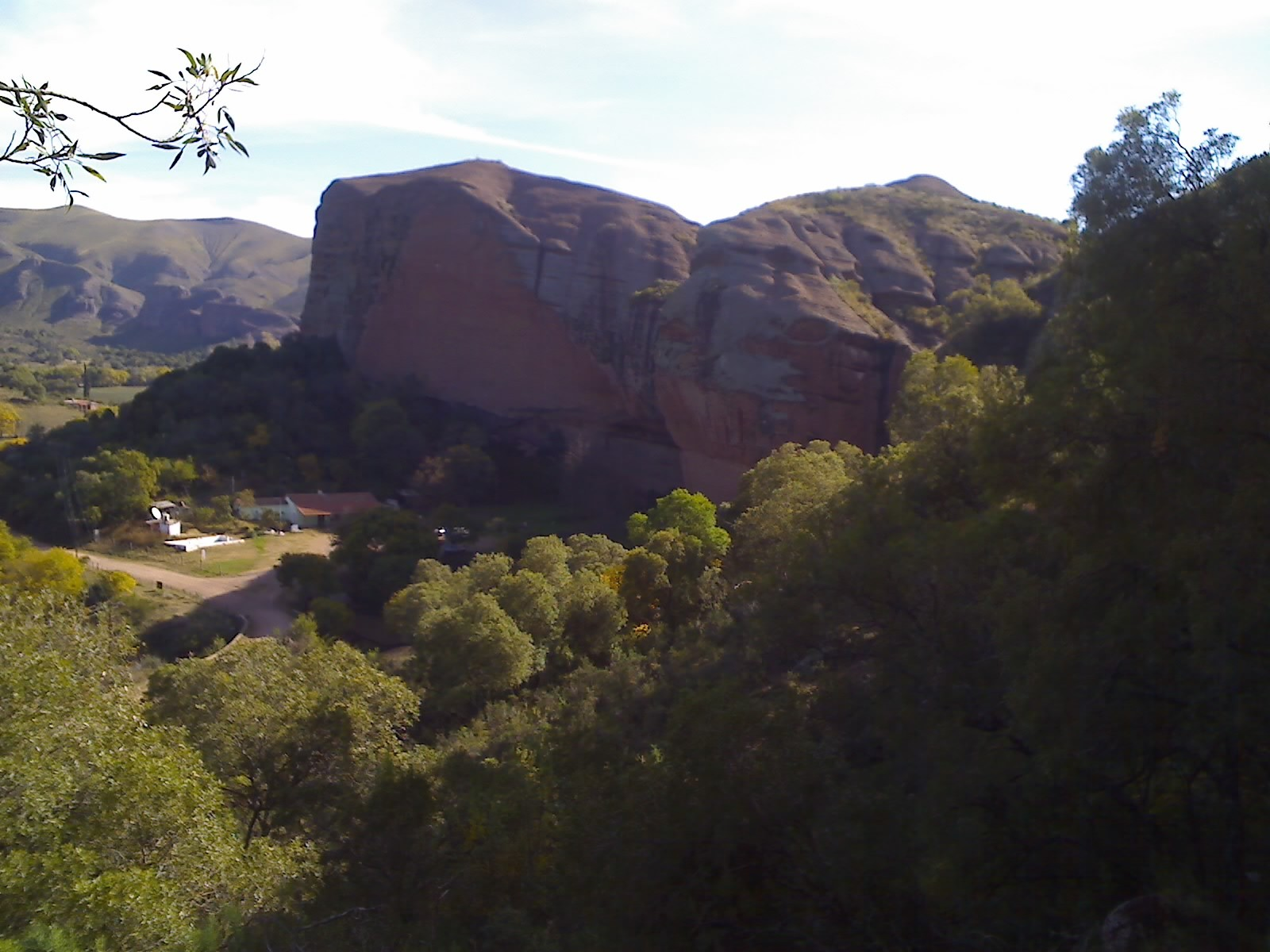
オンガミーラ谷の岩
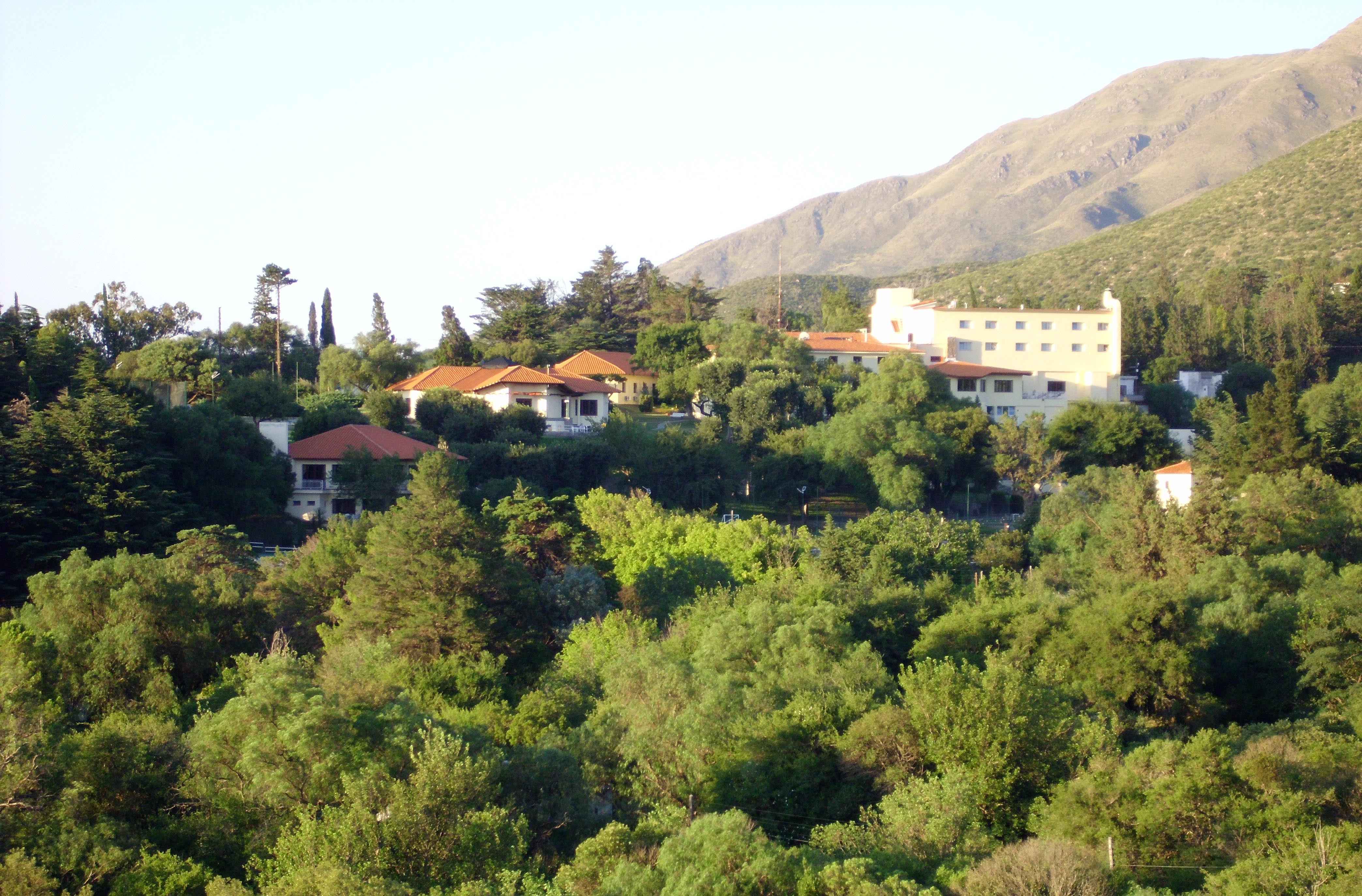
観光客が集まるロス・ココス